# يوم واحد في سبتمبر
يوم واحد في سبتمبر هو فيلم وثائقي صدر في 22 أكتوبر 1999 من إخراج كيفن ماكدونالد عن مقتل 5 رياضيين إسرائيليين في دورة الألعاب الأوليمبية الصيفية 1972 في ميونيخ بألمانيا الغربية في 5 سبتمبر 1972. مايكل دوغلاس يقدم سرد متفرق في جميع أنحاء الفيلم.
فاز الفيلم بجائزة الأوسكار لأفضل فيلم وثائقي في عام 2000.

## الموضوع
يبدأ الفيلم الوثائقي بإعلان من مكتب السياحة في ميونيخ مع فتاة شابة جميلة تدعو العالم لزيارة المدينة للأولمبياد ثم تظهر مقابلات مع زوجات بعض الرياضيين الذين قتلوا بما في ذلك أنكي سبيتزر أرملة مدرب المبارزة أندريه سبيتزر. كما يضم الفيلم أول مقابلة مصورة معروفة مع جمال الغاشي وهو أحد المهاجمين الذين هم على قيد الحياة. يرتدي الغاشي الذي يختبئ في أفريقيا قبعة ونظارات شمسية ووجهه غير واضح قليلا.
هناك لقطات مختلفة من الألعاب الجارية ويتم إيلاء الاهتمام إلى الأمن المتراخي للألمان في دورة الألعاب. ويدعي الغاشي أنه تم تدريبه وأعضاء آخرين في ليبيا قبل الذهاب إلى ألمانيا الغربية لبدء الهجوم.
وصف الغاشي هذا الهجوم وكذلك بعض موظفي الأمن الألمان الحاضرين. تتخلل لقطات من مراسل هيئة الإذاعة الأمريكية جيم ماكاي جنبا إلى جنب مع مقاطع صوتية من بيتر جينينغز لإعطاء انطباع عن الأحداث التي بدأت تتكشف. كما تمت مقابلة الجنرال أولريش فيغنر مؤسس وحدة مكافحة الإرهاب الألمانية مجموعة حماية الحدود 9 أثناء الفيلم وانتقد بشدة بسبب موقفه الذي يبدو وكأنه زاحف حول الموضوع.
يقدم الفيلم أدلة على الإدعاء بأن عملية الإنقاذ كانت سيئة التخطيط والتنفيذ على سبيل المثال صوتت الشرطة الألمانية على متن طائرة الهروب للتخلي عن مهمتها دون استشارة القيادة المركزية في حين لم يكن القناصة مستعدين وكانوا في وضع ضعيف. يشير الفيلم إلى أن الحكومة الألمانية قد أعدت بشكل أفضل وتم إنقاذ الرياضيين. تمت مقابلة مدير الموساد السابق تسفي زامير الذي كان حاضرا في المطار خلال تبادل إطلاق النار النهائي وحول وجهات نظره بشأن الإنقاذ الفاشل (كان قد سبق أن أجريت مقابلة معه حول هذا الموضوع في ملف نبك لمذبحة ميونيخ بث خلال دورة الألعاب الأولمبية الصيفية 1992 في برشلونة بإسبانيا). في نهاية القسم تظهر الصور الرسومية للمواطنين الإسرائيليين والفلسطينيين في صورة المونتاج التي وضعت على أغنية ديب بيربل «الطفل في الوقت المناسب».
يزعم الفيلم أيضا أن اختطاف طائرة لوفتهانزا الرحلة 615 في 29 أكتوبر والإفراج عن ثلاثة من أعضاء منظمة أيلول الأسود الذين كانوا على قيد الحياة مقابل الرهائن كان قد أنشأته الحكومة الألمانية الغربية التي لم تكن تريد أن يكون فشلها واضحا في المحاكمة.

## الانتقادات
بعد إصدار الفيلم كتب الناقد السينمائي روجر إيبرت مراجعة للفيلم موضحا أنه: «يحرص على الاهتمام وهو مثير ومشارك وأوصي به على هذا الأساس - وأيضا بسبب المعلومات الجديدة التي يحتوي عليها». قال أيضا أن «ماكدونالد يجلب بحثا رائعا للفيلم وأنه بلا هوادة يبني قضية ضد الطريقة التي تعامل بها الألمان واللجنة الأوليمبية الدولية للأزمة». لكن إيبرت انتقد أيضا أسلوب الفيلم و«استنتاج لا طعم له» للفيلم الذي كان المونتاج لقطات عمل وصور جثث الضحايا مع موسيقى الروك. واصل انتقاداته بعد حصول الفيلم على جائزة الأوسكار مدعيا أن المنتج آرثر كوهن يعمد إلى إبطال الفيلم الوثائقي للأكاديمية والأفلام الأجنبية التي تملي على الأعضاء الذين شاهدوا جميع الأفلام المرشحة أن يصوتوا - عن طريق الحد من عروض أفلامه لمجموعة صغيرة من الناس المدعوين. «من خلال الحد من أولئك الذين رأوه، كوهن يتقلص تجمع التصويت ويحسن خلافه».
انضم جو بيرلينغر مدير الأفلام الوثائقية لأخيه كاتب الحارس والجنة المفقودة إلى إبيرت في انتقاد طريقة آرثر كوهن لفحص أفلامه لكنه شدد على أن المشكلة هي الأنظمة الداخلية للأكاديمية: «حتى يتوفر فرع وثائقي للأكاديمية يتعامل مع المستندات مثل أي فيلم آخر في أي فئة أخرى لن يتغير شيء على الرغم من محاولة الإسعافات الأخيرة الأخيرة لتحسين الوضع».